# 金凤凰奖
金凤凰奖全名中国电影金凤凰奖又做中国电影表演艺术学会奖。是经中共中央宣传部和中国国家广电总局批准，由中国电影表演艺术学会主办的极具权威性和专业性的评奖活动，亦是中国唯一一个完全由演员投票评选出的表演艺术奖项。
“中国电影表演艺术学会奖”两年一届。评选过程中注重开展学术研讨活动，不设最佳或优秀奖，亦不分主配角。突出“德艺双馨”的评奖宗旨，它的评委全部由中国电影表演艺术学会的专家组成，旨在从专业的角度，鼓励和督促全国的优秀电影演员继续进步。

## 沿革
- 1987年中国电影表演艺术学会在广州成立，成为中国第一个演员组织，并颁发第一届金凤凰奖。
- 1993年首次颁奖给港台演员，成龙、张国荣、林青霞、夏夢、張艾嘉、柯俊雄、秦漢成为第一批获奖的港台演员。
- 1991年增设“特别荣誉奖”，表彰60岁以上对电影业做出贡献的表演艺术家。
- 2001年增设“终身成就奖”。
- 2005年评奖规则进行了调整，港台演员正式纳入评选范围。[2]
- 2007年增设“新人奖”，并将电视剧演员纳入评奖范围，永久举办地定位青岛市。著名艺术家韩美林设计的金凤凰奖的奖杯，名为“祥凤和云”。[3]